# 胡魯貝魯火山
胡魯貝魯火山是一座印度尼西亞楠榜省的火山，該火山類型屬破火山口，其火山口長達4（2.5英里），形似橢圓形，整體海拔高度約849（2,785英尺），火山主體整個被蘇門答臘東南部陡峭的山脈圍攏。火山口後方因火山作用而形成中心錐體，以及在火山側面形成玄武岩的和安山玄武岩礦質。在胡魯貝魯火山區域裡有硫孔黏土區、泥火山、溫泉等景觀現象，但目前沒有該火山確切的最後爆發時間，僅能估計可能在全新世時期。該火山的地熱區與大蘇門答臘斷層互相平行。